# Kintetsu série 50000
La série 50000 (50000系, 50000-kei) est un type de rame automotrice électrique exploité par la compagnie Kintetsu sur des services touristiques de luxe desservant la région d'Ise-Shima au Japon.

## Description
La série comprend trois exemplaires fabriqués par Kinki Sharyo. Une rame comprend six voitures. Les voitures 1, 2, 5 et 6 sont aménagées avec des rangées de 3 sièges (2+1). La voiture 3 (ou 4) est la voiture bar, aménagée sur deux niveaux. Enfin la voiture 4 (ou 3) comprend cinq compartiments privés, aménagés à la japonaise ou à l'occidentale.

## Histoire
Les deux premières rames de la série 50000 ont été introduites le 21 mars 2013. La troisième rame entre en service en octobre 2014. La série est récompensée d'un Blue Ribbon Award en 2014.

## Services
Les rames sont affectées aux services Shimakaze (しまかぜ) qui effectuent un aller-retour quotidien entre les gares d'Osaka-Namba, Kyoto et Kintetsu-Nagoya et la gare de Kashikojima à Ise-Shima.

## Galerie photos

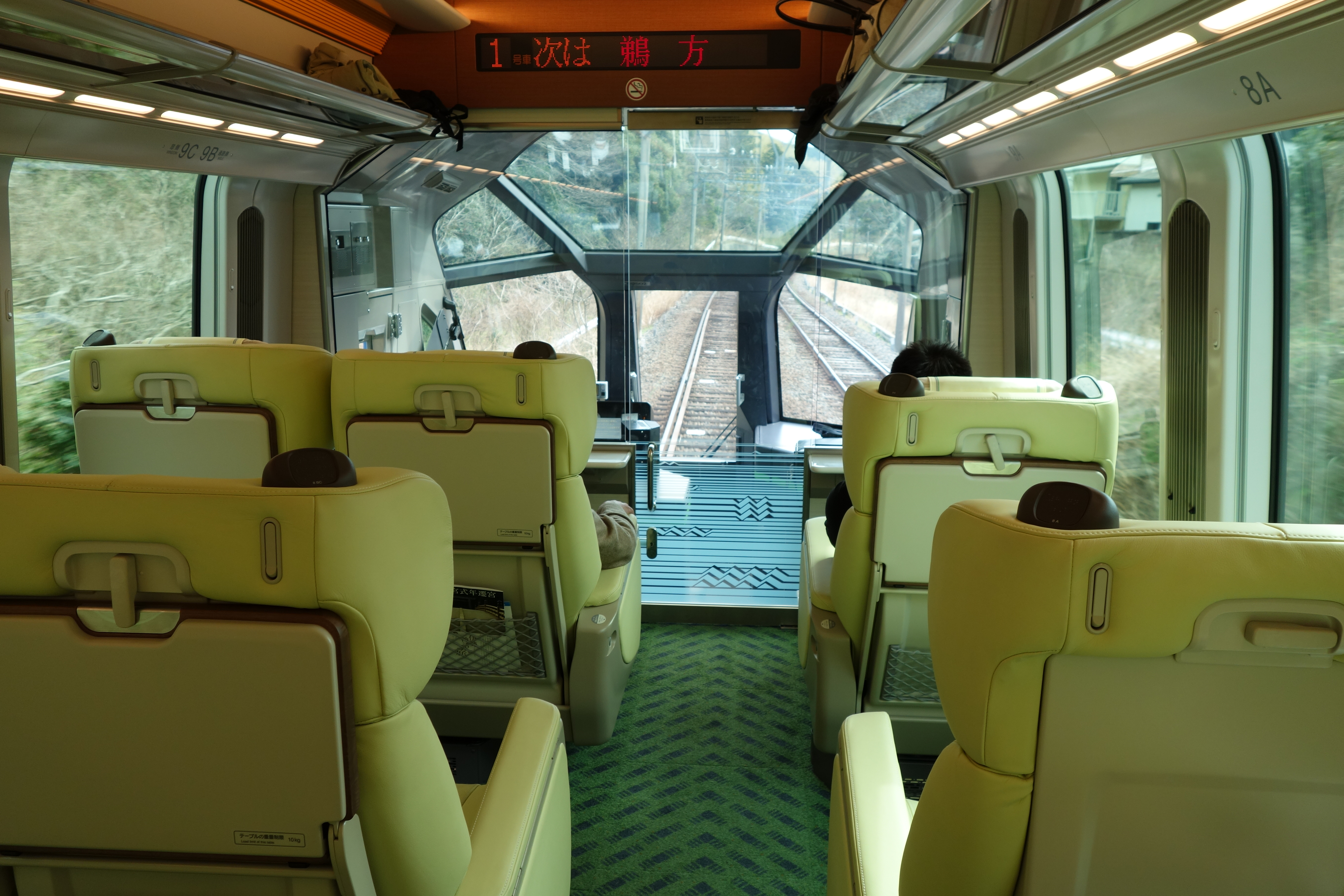
Intérieur derrière la cabine de conduite.
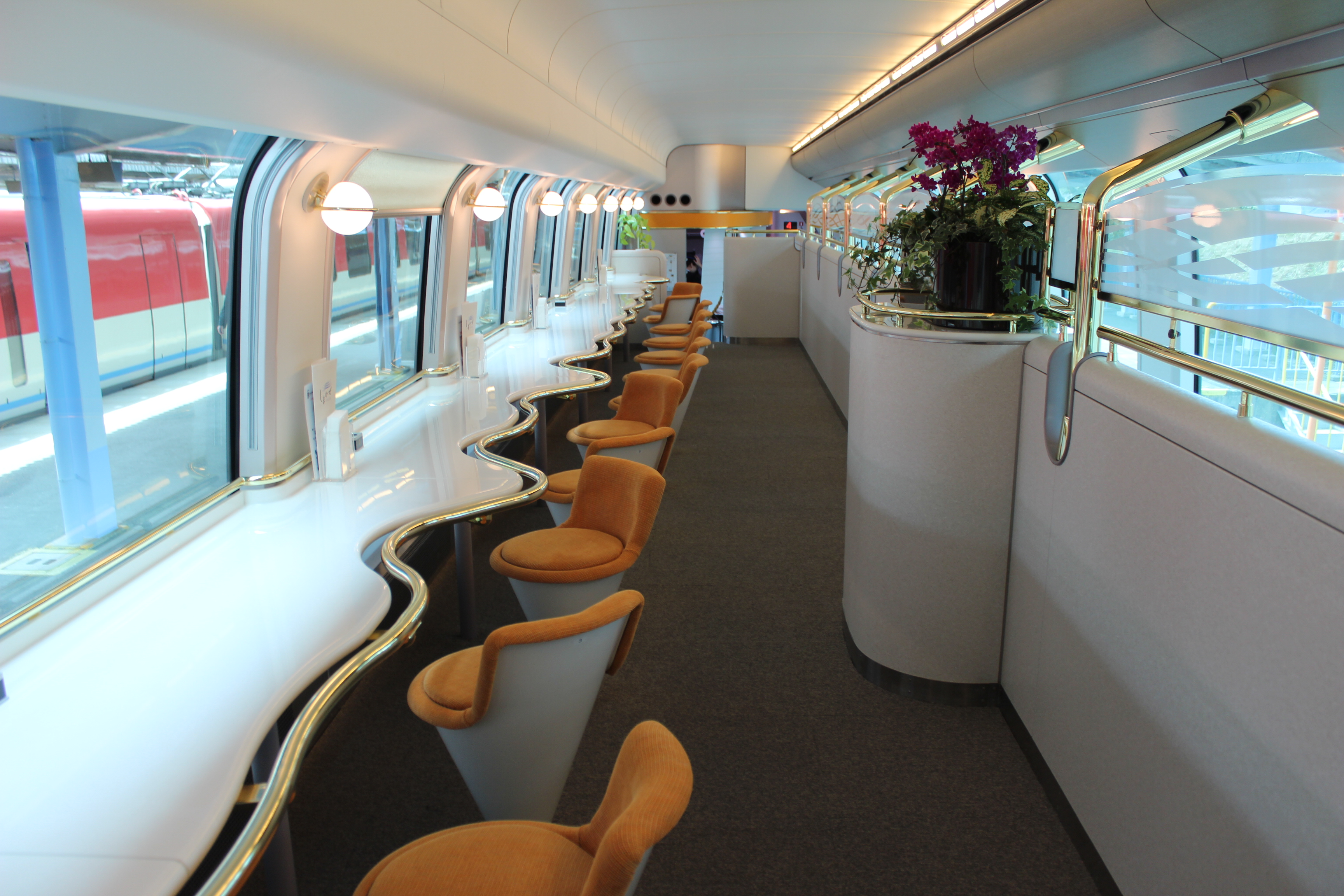
Voiture bar.
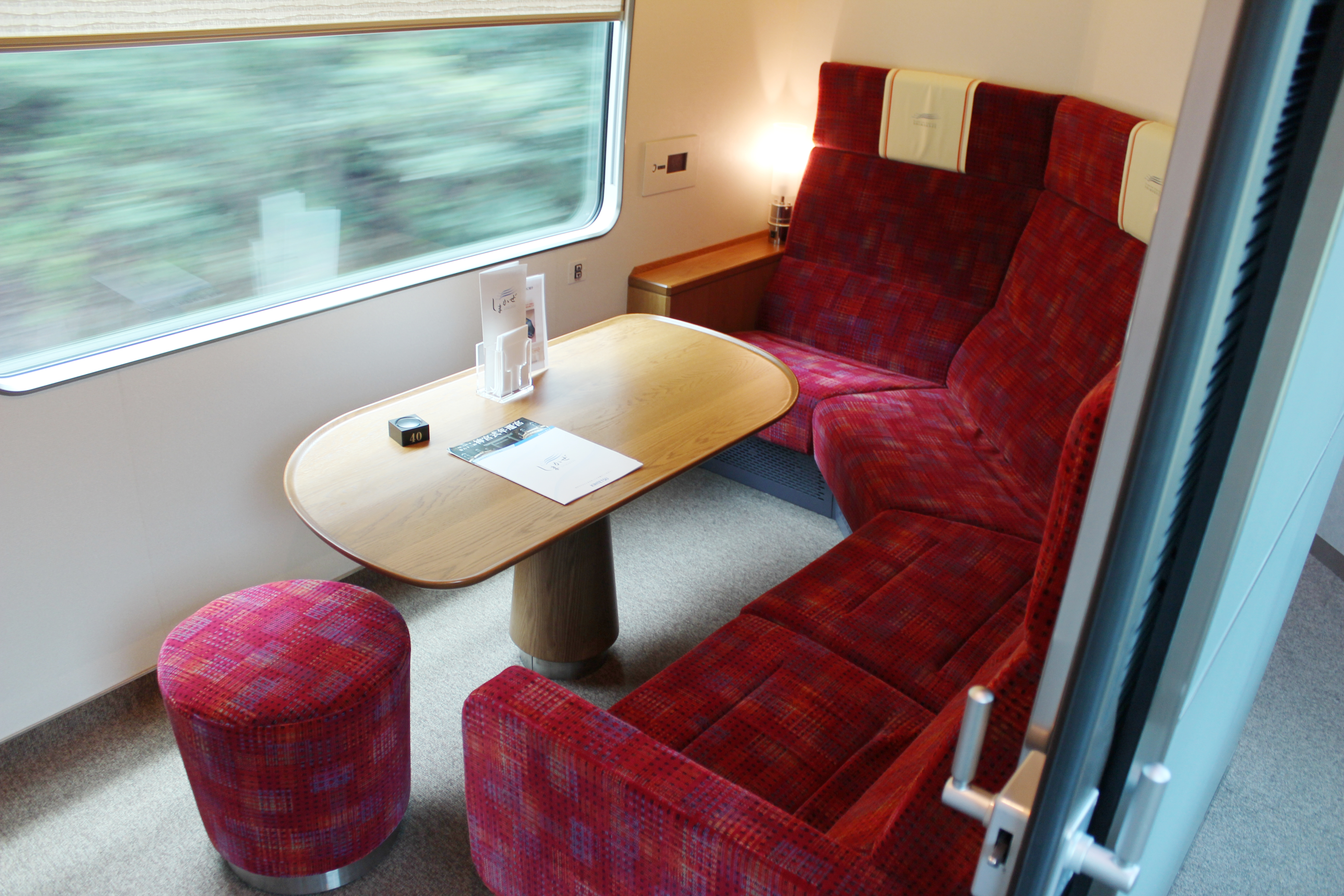
Compartiment privé.